# Eladio de la Concha
Eladio de la Concha García-Mauriño (Gijón, 3 de enero de 1959) es un abogado y político español, concejal y portavoz de Vox en el Ayuntamiento de Gijón durante la Corporación 2019-2023.

## Biografía
Hijo del médico pediatra Eladio de la Concha y de la novelista Matilde García-Mauriño, es el sexto de trece hermanos, 4 chicos y 9 chicas. Una de sus hermanas, Mae de la Concha, es Secretaria General de Podemos Islas Baleares.
Estudió en el Colegio Blancanieves de Somió y en el Colegio de la Inmaculada antes de ingresar en régimen de internado en un colegio de Inglaterra. Estudió los primeros cursos de Derecho en la Universidad de Oviedo y se licenció en la Universidad de Alcalá. Ha sido miembro de la Junta de Gobierno del Colegio de abogados de Gijón, que le concedió su medalla de plata. Jugó al rugby en el Real Sporting de Gijón y reside en Somió.
En 2011 alegó poseer un tríptico cuya autoría sospechaba que era de Leonardo da Vinci.

## Vida política
Su trayectoria política comenzó en el Partido Popular, al que se afilió en el año 2000. En 2010 se dio de baja y en 2011 pasó a militar en Foro Asturias. En 2014 regresó al PP y fue nombrado por el presidente del Partido Popular de Gijón, David González Medina, como vocal de libre designación en la directiva local de Gijón. De cara a las elecciones municipales de mayo de 2019 fue elegido candidato de Vox a la alcaldía de Gijón, saliendo nombrado concejal y portavoz de su partido en la Corporación 2019-2023. En vísperas de las elecciones municipales de 2023 fue sustituido como candidato de Vox a la alcaldía de Gijón por Sara Álvarez Rouco. No fue incluido en las listas electorales de Álvarez Rouco.